# Płynność finansowa
Płynność finansowa – zdolność podmiotu do wywiązywania się (spłacania) w terminie najbardziej wymagalnych (krótkoterminowych) zobowiązań (np. związanych z zapłatą kontrahentom za wyroby i usługi, wypłatą wynagrodzeń, itp). Jest jednym z elementów oceny finansowej przedsiębiorstwa, bowiem płynność finansowa bezpośrednio wpływa na jego kondycję finansową i standing finansowy.

## Utrzymywanie i zaburzenie płynności finansowej
Zarządzanie płynnością finansową ma na celu utrzymywanie odpowiedniej wartości płynnych środków pieniężnych i linii kredytowych, gdyż opóźnienia w wywiązywaniu się ze zobowiązań powodują nieufność kontrahentów i kredytujących instytucji finansowych, co może doprowadzić w skrajnych przypadkach do bankructwa. Z kolei zbyt wysoki poziom płynnych środków pieniężnych powoduje zamrożenie części kapitału obrotowego, który nie wspiera operacyjnej działalności przedsiębiorstwa, a tym samym powoduje zmniejszenie rentowności zasobów przedsiębiorstwa i zyskowności sprzedaży.
Zaburzenie płynności finansowej to chwilowa, krótkookresowa niezdolność podmiotu do regulowania (spłacania) najbardziej wymagalnych zobowiązań (krótkoterminowych) lub krótkookresowa niezdolność do pokrycia wydatków operacyjnych i finansowych z przychodów bieżącego okresu i środków zgromadzonych w poprzednich okresach; lub krócej: nieregulowanie zobowiązań na czas. W skrajnych przypadkach może się ona przekształcić w niewypłacalność, czyli trwałą niezdolność do regulowania wszystkich zobowiązań bez względu na ich wymagalność.
Jednym z głównych narzędzi analitycznych wykorzystywanych w diagnostyce finansowej jest analiza finansowa, której częścią jest analiza wskaźnikowa.

## Wskaźnik finansowy
Wskaźnik finansowy to określona relacja odpowiednich pozycji ze sprawozdań finansowych wyrażona w różnych jednostkach (razach wielokrotności obrotu, dniach obrotu, procentach, ułamkach dziesiętnych) obrazująca sytuację finansową w danym obszarze funkcjonowania przedsiębiorstwa.
Wskaźnik finansowy ma trzy podstawowe cechy: mierzalność, interpretowalność, porównywalność.
Mierzalność wskaźnika finansowego zapewniona jest poprzez wykorzystywanie do jego budowy danych mierzalnych pochodzących ze sprawozdań finansowych.
Porównywalność wskaźnika finansowego to cecha wskaźnika finansowego pozwalająca na jego benchmarkowanie (porównywanie z określonymi odniesieniami) w ujęciu czasowym (zmiany w czasie), planistycznym (realizacja a plan), przestrzennym (pomiędzy przedsiębiorstwami z tych samych branż z różnych rynków), branżowym (pomiędzy przedsiębiorstwami z tej samej branży – klasy lub w Polsce: działu PKD).
Wskaźniki płynności finansowej (ang. liquidity ratios) pokazują relację środków pieniężnych przedsiębiorstwa i innych aktywów obrotowych (bieżących) do zobowiązań krótkoterminowych (bieżących). Odpowiadają więc na kluczowe pytania, czy przedsiębiorstwo posiada płynność finansową.
| Nazwa wskaźnika         | Wzór                                                                                           | Prawidłowa wartość          | Próg zagrożenia        |
| ----------------------- | ---------------------------------------------------------------------------------------------- | --------------------------- | ---------------------- |
| Płynność bieżąca (CR)   | wskaźnik płynności bieżącej = aktywa obrotowe / zobowiązania krótkoterminowe                   | {\displaystyle 1{,}2-2}     | {\displaystyle <0{,}8} |
| Płynność szybka (QR)    | wskaźnik płynności szybkiej = (aktywa obrotowe – zapasy) / zobowiązania krótkoterminowe        | {\displaystyle 1{,}0-1{,}2} | {\displaystyle <0{,}5} |
| Płynność natychmiastowa | wskaźnik płynności natychmiastowej = inwestycje krótkoterminowe / zobowiązania krótkoterminowe | {\displaystyle 1{,}0}       | {\displaystyle <0{,}2} |